# 天草四郎 (俳優)
天草 四郎（あまくさ しろう、1917年1月18日 - 1986年7月25日）は、日本の俳優。熊本県熊本市出身。
芸名は同郷の天草四郎からとった。舞台俳優の天草浪子は従姉妹。義父（妻の父）は新国劇の俳優だった根岸若之助。

## 来歴
横浜戸部商業学校中退後。満州に渡り、ハルピン放送局のラジオドラマに出演。従姉妹の天草浪子から影響を受けたことから、1938年に新劇俳優に転向し、満州劇団ハルピンに入団。1939年（昭和14年）満映作品『私のうぐいす』で映画俳優としてデビュー。1944年に応召を受け、慰問活動に参加。1945年に復員し、日本に帰国。1946年に京都府にて劇団銀星座を立ち上げる。1948年、函館NHK放送劇団入団。1951年、ラジオ東京放送劇団に第1期生として入団し、翌年に退団。1954年10月に日活と契約。1959年には東映と契約するが翌年にフリーランスとなり、三木事務所、天地プロ、エヌ・エー・シーを経て、中里事務所に所属していた。
1986年（昭和61年）7月25日、肺癌のため69歳で死去。

## 人物
声種はバリトン。
趣味・特技は釣り。

## 出演

### 映画
- 私のうぐいす（1939年）
- 蟹工船（1953年）
- 坊ちゃん記者（1955年、日活）
- ドラムと恋と夢（1956年、日活）
- 人間魚雷出撃す（1956年、日活）
- 風船（1956年、日活） - 写真機店主山口
- ジャズ娘誕生 (1957年、日活)
- 鷲と鷹（1957年、日活）- サイパンのおやじ
- 陽のあたる坂道（1958年、日活）- 弥五郎
- 美しい庵主さん（1958年、日活）
- 爆薬に火をつけろ（1959年、日活）
- 銀座旋風児（1959年、日活）- 俵藤親分
- 打倒（1960年、日活）
- 御存じいれずみ判官（1960年、東映） - 藤兵衛
- 黄色い風土（1961年、東映）- 熱海署捜査課長
- 男と男の生きる街(1962年)
- 憎いあンちくしょう（1962年、日活） - 禿頭の男
- 夕陽の丘（1964年、日活） - 黒田組長
- 馬鹿が戦車でやって来る（1964年、松竹） - 茂十
- 青春とはなんだ（1965年、日活）
- 女は復讐する（1966年、松竹）
- 花の宴（1967年、松竹）- 滝吉弘
- 神様のくれた赤ん坊（1979年、松竹）- 新郎の父

### テレビドラマ
- ママのお荷物（1956年、NTV）
- まぼろし探偵（1959年、KRT） - 富士警部 ※第1話 〜 第10話までの出演
- JNR公安36号（NET）
  - 第28話「無法地帯の罠」（1962年）
  - 第40話「幸福はこの手で」（1963年）
- 煙の王様（1962年、TBS）
- 松本清張シリーズ・黒の組曲 第24話「弱味」（1962年、NHK）- 助役
- 特別機動捜査隊（NET）
  - 第94話「十八年」（1963年）
  - 第132話「痴漢の季節」（1964年）
  - 第154話「東京0米地帯 前篇」（1964年）
  - 第155話「東京0米地帯 後篇」（1964年）
  - 第244話「法外者」（1966年）
  - 第301話「女を喰う虫」（1967年）
  - 第345話「濁った大都会の天使」（1968年） - 今泉
  - 第360話「真昼の花火」（1968年）
  - 第396話「復活」（1969年）
  - 第646話「嘆きの天使」（1974年） - 土屋
  - 第779話「大都会の魔手」（1977年） - 尾形哲人
- 第7の男（1964年、CX）
- 廃虚の唇（1964年、NET）
- 鉄道公安36号（NET）
  - 第69話「悲しき再会」（1964年）
  - 第138話「ふるさとの女」（1966年）
  - 第157話「裁かれざる罪」（1966年）
  - 第188話「汽車は呼んでいる（1967年）
- 燃ゆる白虎隊（1965年、TBS）- 会津の弥八
- アスファルトジャングル 第1話・第23話（1965年、NET / 東映）
- オットいたゞき（1966年、NET）
  - 第9話「油断大敵の巻」
  - 第10話「万事休すの巻」
- 悪魔くん 第5話「ペロリゴン」（1966年、NET / 東映） - 源田勘兵衛
- 銭形平次 （CX / 東映）
  - 第7話「濡れた千両箱」（1966年） - 源助
  - 第168話「紫陽花は知っている」（1969年） - 山城屋惣兵ヱ
  - 第325話「懸賞金百両」（1972年）
  - 第396話「母の祈り」（1973年）
  - 第426話「五本目の入墨」（1974年）
  - 第473話「風が恐怖を呼ぶ」（1975年）
  - 第538話「追われていた男」（1976年）
- アタック拳 （1966年 - 1967年、NET / 東映）- ほうき屋
- 泣いてたまるか 第21話「あゝ高砂や」（1966年、TBS / 国際放映）
- ウルトラシリーズ（TBS / 円谷プロ）
  - ウルトラセブン 第42話「ノンマルトの使者」（1968年） - 校長先生
  - 帰ってきたウルトラマン 第28話「ウルトラ特攻大作戦」（1971年） - 調査官
  - ウルトラマンA 第12話「サボテン地獄の赤い花」（1972年）- 校長
- 特命捜査室 第2話「おかしなおかしなギャングたち」（1969年、CX / 東映）
- オレとシャム猫 第13話「監獄へ行ってみませんか？」（1969年、TBS / 国際放映）
- 鬼平犯科帳 第1シリーズ 第32話「まじめの新助」（1970年、NET / 東宝）- 綱切の甚五郎
- 俄-浪華遊侠伝- 第7話（1970年、TBS）
- 大岡越前（TBS / C.A.L）
  - 第1部 第14話「地獄の使者」（1970年）
  - 第2部 第10話「下手人は火あぶり」（1971年） - 金六
  - 第3部 第28話「右の腕」（1972年） - 彦兵衛
  - 第7部 第14話「情けが仇の人助け」（1983年） - 忠兵衛
- 江戸川乱歩シリーズ 明智小五郎 第26話「白昼夢 殺人狂想曲」（1970年、東京12チャンネル / 東映）
- 人形佐七捕物帳 第9話「怪談・花扇人形」（1971年、NET / 東宝） - 伊豆屋重右衛門
- 大忠臣蔵 第36話「若き義士の母二人」（1971年、三船プロ / NET）- 次郎兵衛
- おれは男だ! 第11話「明日に向かってつっ走れ!」（1971年、NTV）
- 遠山の金さん捕物帳 第65話「鼻ッつまみの男」（1971年、NET） - ニハそば屋
- ガッツジュン （1971年、TBS）- 大野豪二郎
  - 第5話「燃えろ闘魂」
  - 第6話「魔球Zシュート」
  - 第15話「太陽と勝負しろ！」
- 大江戸捜査網（12ch→TX / 三船プロ→ヴァンフィル）
  - 第16話 「喧嘩渡世、命売ります!」（1971年）
  - 第59話「天狗を見た娘」（1972年） - 藤八
  - 第124話「みなごろし長屋騒動」（1974年） - 安右衛門
  - 第210話「燃える屍」（1975年） - 武蔵屋嘉兵衛
  - 第284話「殺し屋雨に散る」（1977年） - 大和屋
  - 第330話「哀しみの岡ッ引魂」（1978年） - 円覚和尚
  - 第349話「過去を裁く挑戦状」（1978年） - 吉野屋
  - 第379話「幻の船を待つ女」（1979年）  - 夜泣き蕎麦屋の親父
  - 第399話「鉄火芸者涙の情け肌」（1979年） - 近江屋
  - 第425話「女忍者涙の姉弟愛」（1980年）
  - 第453話「美女誘拐螢火の罠」（1980年） - 良庵
  - 第473話「非情の少女囮作戦」（1980年） - 隆晃
  - 第491話「銃口に立ち向かう男」（1981年） - 近江屋
  - 第497話「江戸を走る裸の女」（1981年） - 覚円
  - 第569話「乱れからくり偽美術品の罠」（1982年） - 泰古堂由兵衛
  - 第580話「絶唱 夜霧に消えた女郎花」（1983年） - 肥前屋
  - 新 大江戸捜査網 第23話「色街おんな怨み歌」（1984年） - 利助
- 一心太助 第18話「親分！おひかえなすって」（1972年、CX / 国際放映） - 清兵衛
- 鬼平犯科帳 第2シリーズ 第19話「刃傷以后」（1972年、NET / 東宝） - 甲州屋 徳兵衛
- 紫頭巾事件帖 第20話「じゃじゃ馬つむじ風」（1972年、12ch / 松竹） - 難波屋幸兵衛
- 緊急指令10-4・10-10 第12話「天才ゴリラの初恋」（1972年、NET / 円谷プロ） - 小川
- 火曜日の女シリーズ 木の葉の家（1972年、NTV）
- 太陽にほえろ!（NTV）
  - 第12話「彼は立派な刑事だった」（1972年） - 石部商事不動産社長
  - 第157話「対決! 6対6」（1975年） - 不動産屋
  - 第354話「交番爆破」（1979年） - 矢追町三丁目派出所の老人（青木の将棋相手）
  - 第437話「ニセモノ・ほんもの」（1980年） - 辻井印刷社長
  - 第463話「六月の鯉のぼり」（1981年） - 末崎製靴社長
  - 第542話「芝浜」（1983年） - 矢追ハイツ管理人
  - 第554話「シルバー・シート」（1983年） - 老人（三沢の知人）
  - 第646話「うそ」（1985年） - 住職
  - 第663話「1970年9月13日」（1985年） - 上田（別荘の所有者）
- サインはV（1973年 - 1974年、TBS）
- 雑居時代（1973年、NTV） - 久保
- 流星人間ゾーン（1973年、NTV） - 防人雷太
- 水戸黄門（TBS / C.A.L）
  - 第5部 第11話「弥七の幽霊 -福知山-」（1974年） - 禿頭の爺
  - 第7部 第33話「十七年目の泣き笑い -伊勢崎-」（1977年） - 天津屋喜兵衛
  - 第9部
    - 第5話「黄門様のそっくりさん -仙台-」（1978年） - くじら屋の亭主
    - 第26話「代官を救った文庫 -佐野-」（1979年） - 与兵衛

  - 第10部 第18話「八兵衛うっかり若旦那 -大垣-」（1979年） - 市兵衛
  - 第11部 第13話「陰謀あばいた俵牛 -陸前高田-」（1980年）- 直助
  - 第12部（1981年）
    - 第2話「頑固くらべで悪退治 -八王子-」 - 彦造
    - 第17話「備前緋襷兄弟茶碗 -岡山-」 - 五平

  - 第13部 第15話「三葉葵を盗んだ男 -津山-」（1983年） - 旅篭の亭主
  - 第14部
    - 第9話「悪を蹴散らす南部駒 -八戸-」（1983年） - 彦兵衛
    - 第28話「悪乗り八兵衛若旦那 -長浜-」（1984年） - 嘉兵衛

  - 第15部 第7話「無法を砕く大草原の血闘 -阿蘇-」（1985年） - 作造
- おしどり右京捕物車 第17話「破（やぶる）」（1974年、ABC） - 陣内
- 仮面ライダーストロンガー 第11話「カメレオーン! 悪魔のフィルム!?」（1975年、MBS / 東映） - 映画監督
- 正義のシンボル コンドールマン 第1話「コンドールマン誕生」 - 第5話「紅コウモリ現る」（1975年、NET） - 金満福太郎（サタンガメツク）
- ザ・カゲスター（1976年、NET） - 風村社長
- 伝七捕物帳 第109話 「舞い降りた鶴」（1976年、NTV）- 甚兵衛
- 遠山の金さん 杉良太郎版 第93話「盗っ人修行」（1977年、NET/東映）-家老
- 達磨大助事件帳（ANB / 前進座 / 国際放映）
  - 第8話「仇討ち女だるま」（1977年） - 由造
  - 第18話「雪に散る子守り唄」（1978年） - 医者
  - 第20話「蜆が食った鉄砲玉」（1978年） - 良庵
- バトルホーク 第24話「必殺！連続弾の恐怖」（1977年、テレビ東京 / 東洋エージェンシー・ナック）- 浅川元海軍大将
- 特捜最前線 第64話「牛肉闇ルート殺人事件!」（1978年、ANB / 東映）
- 西遊記 パート1 第14話「地震妖怪! なまず魔王の謎」（1978年、NTV / 国際放映） - 魔風湖近くの村人
- ぼくら野球探偵団 第7話「赤マントが狙った寝小便ぶとん」（1980年、12ch / 円谷プロ） - 白球和尚
- 同心部屋御用帳 江戸の旋風IV 第19話「純情わらじばき」（1979年、CX / 東宝） - 六兵衛
- 半七捕物帳 第26話「歩兵の髪切り」（1979年、ANB）
- そば屋梅吉捕物帳 第2話「花の吉原遊女の悲恋」（1979年、12ch / 国際放映） - 大文字屋八兵衛
- 大捜査線→大捜査線シリーズ 追跡（1980年、CX）
  - 第1話「撃て加納明」
  - 第41話「鐘の鳴る丘」
- 旅がらす事件帖 第14話「子の舞 獅子舞 剣の舞」（1981年、KTV） - 大工柾五郎
- 闇を斬れ 第17話「暗殺! 兼子八郎左衛門」（1981年、KTV / 松竹） - 良石
- 暴れん坊将軍シリーズ（ANB / 東映）
  - 吉宗評判記 暴れん坊将軍 第178話「土俵に賭けた舞扇」（1981年） - 半右衛門
  - 暴れん坊将軍II  第82話「やわら武士道日本晴れ!」（1984年） - 大田原主水
- ロボット8ちゃん 第9話「いるぞあえるぞ 僕のお父さん」（1981年、CX） - 渡辺達三
- ザ・ハングマンシリーズ（ABC）
  - ザ・ハングマン 第49話「強奪一億円 召し上げ作戦」（1981年） - 田島常務（協立観光開発）
  - ザ・ハングマンII 第28話「影との対決 ハングマン散る!」（1982年） - 妙徳寺の住職
- Gメン'75 第351話「幽霊の指紋」（1982年、TBS） - 旅館主人
- 鬼のいぬ間に（1982年、THK）
- 新五捕物帳 第175話「消えた女の恨み節」（1982年、NTV / ユニオン映画）- 備州屋嘉助
- 噂の刑事トミーとマツ 第2シリーズ 第18話「死ぬゥ! 廃車場の人間スクラップ」（1982年、TBS）
- 西部警察 PART-II 第33話「鑑識ナンバー106」（1983年、石原プロ / ANB） - 長谷川（元刑事）
- 遠山の金さん 第97話「男運の悪い美女が二人!」（1984年、ANB / 東映） - 惚兵衛
- 暴れ九庵 第19話「女の子」（1985年、KTV / 東宝） - 和兵ヱ
- ただいま絶好調! 第7話「ザ・埋蔵金」（1985年、ANB / 石原プロ） - 古美術商

### テレビアニメ
- エイトマン（1963年、TBS） - 田中善右衛門

### 劇場アニメ
- カムイの剣（1985年、東映 / 角川書店） - 長老[11]

### 吹き替え
- 海底大戦争 スティングレイ（1964年、CX） - サム・ショア司令官
- スパイ大作戦（1967-73年、CX）
  - 生贄（トマス・デ・クワルト）
  - 鉄条網とリンチ（マニュエル・デルガド）
  - 移植手術を演出しろ（ハタフィス大佐）
  - “怪物”粉砕作戦（マサキ）
- 電撃スパイ作戦　#20 (1968年、CX) - (カーティス〈レグ・ライ〉)

### ラジオ
- ある晴れた日に（1952年、KR） - 小松原[12]
- ポッポちゃん→ポッポちゃん物語→南のオーロラ（ニッポン放送）
- 早起き鳥（ラジオ第1）